# 数原洋二
数原 洋二（すはら ようじ、1921年12月3日 - 2020年1月11日）は、日本の実業家、工学博士。三菱鉛筆相談役。

## 来歴・人物
数原三郎の次男（長男が夭折したため人名事典等では長男と表記されているものもある）として現在の東京都品川区（当時は東京府）に生まれる。旧制神奈川県立川崎中学校、旧制静岡高等学校理科甲類を経て、1944年に京都帝国大学工学部工業化学科を卒業、同年10月より同大学院にて工業化学の研究に従事し、1946年京大文部省特別研究生前期課程修了。1948年4月三菱鉛筆に入社、1958年2月常務となり、1960年2月社長に就任。1981年11月藍綬褒章を受章。1987年3月に社長の座を長男・数原英一郎に譲り会長に退き、1993年3月に名誉会長、その後相談役となる。ホビーラホビーレ会長も務めた。
2020年1月11日老衰のため死去。
全日本文具協会会長、日本経営者団体連盟常任理事、日本ホビー協会最高顧問等の要職も歴任した。
書家としても活躍。また俳句を深く愛しており、要職を退いてからは妻恭子と共に積極的に俳句活動に専念していた。

## 家族・親族
数原洋二の父・三郎は三菱鉛筆の社長・会長を歴任、弟・祥三は三菱鉛筆顧問。洋二の長男・英一郎は三菱鉛筆社長だが、英一郎が政治家・増岡博之の次女と結婚したことにより数原家は増岡組・鉄鋼ビルディングのオーナー一族・増岡家と姻戚関係で結ばれることになった。増岡博之の長女は政治家の斉藤斗志二と結婚したため数原英一郎と斉藤斗志二は義兄弟となった。英一郎の妻の祖父は増岡組の実質的な創業者・増岡登作で、妻の叔父は増岡組3代目社長の増岡重昂。鉄鋼ビルディング・増岡組・ビル管財顧問の増岡隆一は妻の従弟にあたるが（重昂の長男）、隆一の妻は眞崎大和鉛筆（三菱鉛筆の前身）の社長を務めた近藤賢二の曾孫にあたる。一方、増岡隆一の妻の叔父・高島孝之（隆一の義父・高島信之の弟にあたる。なお高島兄弟の母は近藤賢二の次女である）は元三菱地所取締役・岩崎彦弥太（三菱財閥創業者・岩崎弥太郎の嫡孫で三菱の3代目総帥・岩崎久弥の長男）の三女と結婚している。三菱グループと三菱鉛筆は三菱の名称も使用するロゴマークも同じであるものの一切の資本・人的関係を持たないが、三菱鉛筆の現オーナー一族・数原家は増岡家・高島家を通じて三菱財閥の創業者一族・岩崎家と縁続きになったといえる。一方三菱鉛筆の前身・眞崎大和鉛筆の社長を輩出した近藤家もまた高島家を通じて増岡家・岩崎家と繋がり、増岡家を通じて数原家と姻戚関係で結ばれているといえる。また祥三の長男（洋二の甥にあたる）は三菱系のビールメーカー・麒麟麦酒に勤務している。なお三菱鉛筆副会長の数原徹郎は洋二の次男である。